# 奧林匹克大路
奧林匹克大路（：／ Ollimpik daero */?，首爾特別市編號88），是沿韓國首都首爾漢江南岸的一條公路，長41.8公里。西始於江西區幸州大橋，東至江東區江東大橋。
道路是為1988年在當地舉行的第二十四屆夏季奧運會興建的。1982年動工，1986年5月2日通車。

## 外部連結
- 奥林匹克大道 （页面存档备份，存于）